# 40e législature du Canada

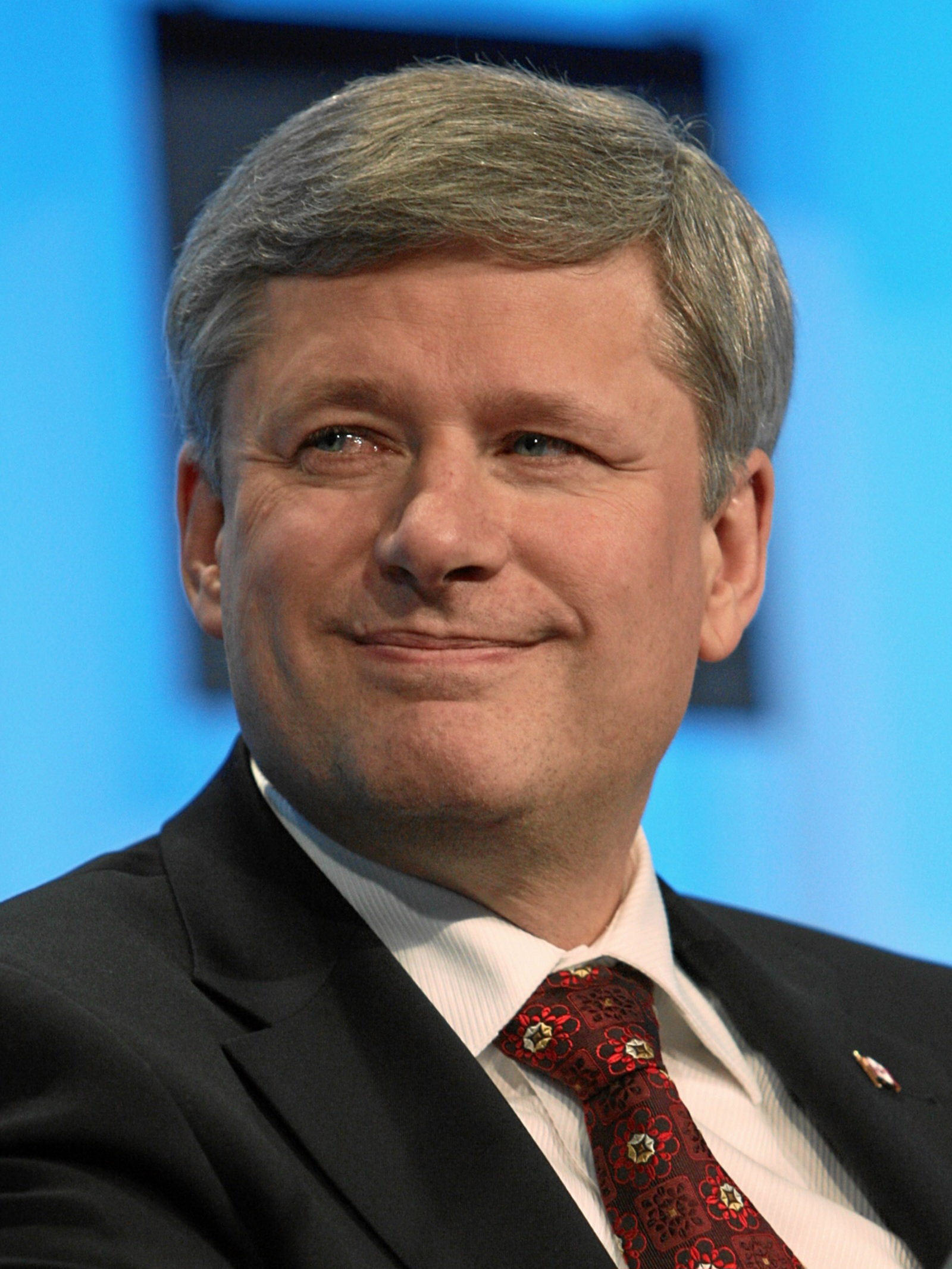
Stephen Harper est le premier ministre de cette législature

La 40e législature du Canada a été mise en place par la 40e élection générale canadienne, tenue le 14 octobre 2008. Le gouvernement conservateur de Stephen Harper a obtenu un second mandat minoritaire consécutif.

## Première session
Le gouvernement conservateur a été assermenté le 30 octobre 2008. Le discours du trône de la première session a été prononcé le 19 novembre 2008 par la gouverneure générale Michaëlle Jean. La Chambre a siégé du 19 novembre au 4 décembre 2008.
Le 4 décembre 2008, à la suite d'une crise parlementaire, la survie du gouvernement est menacée : ce dernier ne serait vraisemblablement pas en mesure de remporter un vote de confiance devant être tenu le 8 décembre suivant, ce qui entraînerait sa chute moins de deux mois après le dernier scrutin. Le premier ministre Harper demande à la gouverneure générale de proroger les travaux de la Chambre jusqu'au 26 janvier 2009, ce qu'elle lui accorde.

## Prorogation
Les travaux du Parlement ont été prorogés du 4 décembre 2008 au 26 janvier 2009.
Entre-temps, les libéraux ont fait l'économie d'une course à la direction en remplaçant, à titre intérimaire, Stéphane Dion par Michael Ignatieff en tant que chef du Parti libéral du Canada. Ignatieff a vu son leadership confirmé lors du congrès qui s'est déroulé à Vancouver du 30 avril au 2 mai 2009.

## Deuxième session
Le 26 janvier 2009, la deuxième session de la législature s'ouvre avec un nouveau discours du trône, et le gouvernement Harper présente son budget le 27 janvier. Les libéraux de Michael Ignatieff votèrent en sa faveur, permettant la survie du gouvernement conservateur.

## Rumeurs d'élections
Les conservateurs, qui avaient consolidé leurs appuis au pays durant les semaines qui ont suivi le psychodrame à la Chambre des communes, semblaient en perte de vitesse au printemps suivant, les libéraux creusant l'écart à l'échelle nationale à 7 points en leur faveur.
Les libéraux, gonflés à bloc, seraient décidés à faire tomber le gouvernement à l'automne, forçant la tenue d'un scrutin fin novembre ou début décembre 2009, ou au plus tard lors du prochain budget, en 2010.
De nombreux analystes de la scène politique estimaient en mars 2009 à moins d'un an la durée de vie de la 40e législature canadienne.

## Liste des députés
Voici la liste des députés à la Chambre des communes du Canada pour la 40e législature du Canada. Les membres du conseil des ministres sont en caractères gras et les chefs de parti sont en italiques.

### Alberta
|  | Nom             | Parti        | Circonscription              |
|  | --------------- | ------------ | ---------------------------- |
|  | Lee Richardson  | Conservateur | Calgary-Centre               |
|  | Jim Prentice    | Conservateur | Calgary-Centre-Nord          |
|  | Vacant          |              | Calgary-Centre-Nord          |
|  | Deepak Obhrai   | Conservateur | Calgary-Est                  |
|  | Devinder Shory  | Conservateur | Calgary-Nord-Est             |
|  | Diane Ablonczy  | Conservateur | Calgary—Nose Hill            |
|  | Rob Anders      | Conservateur | Calgary-Ouest                |
|  | Jason Kenney    | Conservateur | Calgary-Sud-Est              |
|  | Stephen Harper  | Conservateur | Calgary-Sud-Ouest            |
|  | Kevin Sorenson  | Conservateur | Crowfoot                     |
|  | Laurie Hawn     | Conservateur | Edmonton-Centre              |
|  | Peter Goldring  | Conservateur | Edmonton-Est                 |
|  | James Rajotte   | Conservateur | Edmonton—Leduc               |
|  | Mike Lake       | Conservateur | Edmonton—Mill Woods—Beaumont |
|  | Tim Uppal       | Conservateur | Edmonton—Sherwood Park       |
|  | Rona Ambrose    | Conservateur | Edmonton—Spruce Grove        |
|  | Brent Rathgeber | Conservateur | Edmonton—St. Albert          |
|  | Linda Duncan    | NPD          | Edmonton—Strathcona          |
|  | Brian Jean      | Conservateur | Fort McMurray—Athabasca      |
|  | Rick Casson     | Conservateur | Lethbridge                   |
|  | Ted Menzies     | Conservateur | Macleod                      |
|  | LaVar Payne     | Conservateur | Medicine Hat                 |
|  | Chris Warkentin | Conservateur | Peace River                  |
|  | Earl Dreeshen   | Conservateur | Red Deer                     |
|  | Leon Benoit     | Conservateur | Vegreville—Wainwright        |
|  | Brian Storseth  | Conservateur | Westlock—St. Paul            |
|  | Blaine Calkins  | Conservateur | Wetaskiwin                   |
|  | Blake Richards  | Conservateur | Wild Rose                    |
|  | Rob Merrifield  | Conservateur | Yellowhead                   |

### Colombie-Britannique
|  | Nom             | Parti        | Circonscription                                  |
|  | --------------- | ------------ | ------------------------------------------------ |
|  | Ed Fast         | Conservateur | Abbotsford                                       |
|  | Bill Siksay     | NPD          | Burnaby—Douglas                                  |
|  | Peter Julian    | NPD          | Burnaby—New Westminster                          |
|  | Richard Harris  | Conservateur | Cariboo—Prince George                            |
|  | Chuck Strahl    | Conservateur | Chilliwack—Fraser Canyon                         |
|  | Alex Atamanenko | NPD          | Colombie-Britannique-Southern Interior           |
|  | John Cummins    | Conservateur | Delta—Richmond-Est                               |
|  | Keith Martin    | Libéral      | Esquimalt—Juan de Fuca                           |
|  | Nina Grewal     | Conservateur | Fleetwood—Port Kells                             |
|  | John Duncan     | Conservateur | Île de Vancouver-Nord                            |
|  | Cathy McLeod    | Conservateur | Kamloops—Thompson—Cariboo                        |
|  | Ron Cannan      | Conservateur | Kelowna—Lake Country                             |
|  | Jim Abbott      | Conservateur | Kootenay—Columbia                                |
|  | Mark Warawa     | Conservateur | Langley                                          |
|  | James Lunney    | Conservateur | Nanaimo—Alberni                                  |
|  | Jean Crowder    | NPD          | Nanaimo—Cowichan                                 |
|  | Dawn Black      | NPD          | New Westminster—Coquitlam                        |
|  | Fin Donnelly    | NPD          | New Westminster—Coquitlam                        |
|  | Sukh Dhaliwal   | Libéral      | Newton—Delta-Nord                                |
|  | Andrew Saxton   | Conservateur | North Vancouver                                  |
|  | Stockwell Day   | Conservateur | Okanagan—Coquihalla                              |
|  | Colin Mayes     | Conservateur | Okanagan—Shuswap                                 |
|  | Randy Kamp      | Conservateur | Pitt Meadows—Maple Ridge—Mission                 |
|  | James Moore     | Conservateur | Port Moody—Westwood—Port Coquitlam               |
|  | Jay Hill        | Conservateur | Prince George—Peace River                        |
|  | Vacant          |              | Prince George—Peace River                        |
|  | Alice Wong      | Conservateur | Richmond                                         |
|  | Gary Lunn       | Conservateur | Saanich—Gulf Islands                             |
|  | Nathan Cullen   | NPD          | Skeena—Bulkley Valley                            |
|  | Dona Cadman     | Conservateur | Surrey-Nord                                      |
|  | Russ Hiebert    | Conservateur | Surrey-Sud—White Rock—Cloverdale                 |
|  | Hedy Fry        | Libéral      | Vancouver-Centre                                 |
|  | Libby Davies    | NPD          | Vancouver-Est                                    |
|  | Don Davies      | NPD          | Vancouver Kingsway                               |
|  | Joyce Murray    | Libéral      | Vancouver Quadra                                 |
|  | Ujjal Dosanjh   | Libéral      | Vancouver-Sud                                    |
|  | Denise Savoie   | NPD          | Victoria                                         |
|  | John Weston     | Conservateur | West Vancouver—Sunshine Coast—Sea to Sky Country |

### Île-du-Prince-Édouard
|  | Nom               | Parti        | Circonscription |
|  | ----------------- | ------------ | --------------- |
|  | Lawrence MacAulay | Libéral      | Cardigan        |
|  | Shawn Murphy      | Libéral      | Charlottetown   |
|  | Gail Shea         | Conservateur | Egmont          |
|  | Wayne Easter      | Libéral      | Malpeque        |

### Manitoba
|  | Nom                 | Parti        | Circonscription                  |
|  | ------------------- | ------------ | -------------------------------- |
|  | Merv Tweed          | Conservateur | Brandon—Souris                   |
|  | Steven Fletcher     | Conservateur | Charleswood—St. James—Assiniboia |
|  | Niki Ashton         | NPD          | Churchill                        |
|  | Inky Mark           | Conservateur | Dauphin—Swan River—Marquette     |
|  | Jim Maloway         | NPD          | Elmwood—Transcona                |
|  | Joy Smith           | Conservateur | Kildonan—St. Paul                |
|  | Candice Hoeppner    | Conservateur | Portage—Lisgar                   |
|  | Vic Toews           | Conservateur | Provencher                       |
|  | Shelly Glover       | Conservateur | Saint-Boniface                   |
|  | James Bezan         | Conservateur | Selkirk—Interlake                |
|  | Pat Martin          | NPD          | Winnipeg-Centre                  |
|  | Anita Neville       | Libéral      | Winnipeg-Centre-Sud              |
|  | Judy Wasylycia-Leis | NPD          | Winnipeg-Nord                    |
|  | Kevin Lamoureux     | Libéral      | Winnipeg-Nord                    |
|  | Rod Bruinooge       | Conservateur | Winnipeg-Sud                     |

### Nouveau-Brunswick
|  | Nom                  | Parti        | Circonscription             |
|  | -------------------- | ------------ | --------------------------- |
|  | Yvon Godin           | NPD          | Acadie—Bathurst             |
|  | Dominic LeBlanc      | Libéral      | Beauséjour                  |
|  | Keith Ashfield       | Conservateur | Fredericton                 |
|  | Rob Moore            | Conservateur | Fundy Royal                 |
|  | Jean-Claude D'Amours | Libéral      | Madawaska—Restigouche       |
|  | Tilly O'Neill-Gordon | Conservateur | Miramichi                   |
|  | Brian Murphy         | Libéral      | Moncton—Riverview—Dieppe    |
|  | Greg Thompson        | Conservateur | Nouveau-Brunswick-Sud-Ouest |
|  | Rodney Weston        | Conservateur | Saint John                  |
|  | Michael Allen        | Conservateur | Tobique—Mactaquac           |

### Nouvelle-Écosse
|  | Nom            | Parti        | Circonscription                           |
|  | -------------- | ------------ | ----------------------------------------- |
|  | Rodger Cuzner  | Libéral      | Cape Breton—Canso                         |
|  | Bill Casey     | Indépendant  | Cumberland—Colchester—Musquodoboit Valley |
|  | Michael Savage | Libéral      | Dartmouth—Cole Harbour                    |
|  | Megan Leslie   | NPD          | Halifax                                   |
|  | Geoff Regan    | Libéral      | Halifax-Ouest                             |
|  | Scott Brison   | Libéral      | Kings—Hants                               |
|  | Peter MacKay   | Conservateur | Nova-Centre                               |
|  | Greg Kerr      | Conservateur | Nova-Ouest                                |
|  | Peter Stoffer  | NPD          | Sackville—Eastern Shore                   |
|  | Gerald Keddy   | Conservateur | South Shore—St. Margaret's                |
|  | Mark Eyking    | Libéral      | Sydney—Victoria                           |

### Ontario
|  | Nom                  | Parti        | Circonscription                       |
|  | -------------------- | ------------ | ------------------------------------- |
|  | Mark Holland         | Libéral      | Ajax—Pickering                        |
|  | Carol Hughes         | NPD          | Algoma—Manitoulin—Kapuskasing         |
|  | David Sweet          | Conservateur | Ancaster—Dundas—Flamborough—Westdale  |
|  | Patrick Brown        | Conservateur | Barrie                                |
|  | Maria Minna          | Libéral      | Beaches—East York                     |
|  | Gurbax Malhi         | Libéral      | Bramalea—Gore—Malton                  |
|  | Andrew Kania         | Libéral      | Brampton-Ouest                        |
|  | Ruby Dhalla          | Libéral      | Brampton—Springdale                   |
|  | Phil McColeman       | Conservateur | Brant                                 |
|  | Larry Miller         | Conservateur | Bruce—Grey—Owen Sound                 |
|  | Mike Wallace         | Conservateur | Burlington                            |
|  | Gary Goodyear        | Conservateur | Cambridge                             |
|  | Gordon O'Connor      | Conservateur | Carleton—Mississippi Mills            |
|  | Dave Van Kesteren    | Conservateur | Chatham-Kent—Essex                    |
|  | Mario Silva          | Libéral      | Davenport                             |
|  | Yasmin Ratansi       | Libéral      | Don Valley-Est                        |
|  | Rob Oliphant         | Libéral      | Don Valley-Ouest                      |
|  | David Tilson         | Conservateur | Dufferin—Caledon                      |
|  | Bev Oda              | Conservateur | Durham                                |
|  | Joe Volpe            | Libéral      | Eglinton—Lawrence                     |
|  | Joe Preston          | Conservateur | Elgin—Middlesex—London                |
|  | Jeff Watson          | Conservateur | Essex                                 |
|  | Borys Wrzesnewskyj   | Libéral      | Etobicoke-Centre                      |
|  | Michael Ignatieff    | Libéral      | Etobicoke—Lakeshore                   |
|  | Kirsty Duncan        | Libéral      | Etobicoke-Nord                        |
|  | Pierre Lemieux       | Conservateur | Glengarry—Prescott—Russell            |
|  | Frank Valeriote      | Libéral      | Guelph                                |
|  | Diane Finley         | Conservateur | Haldimand—Norfolk                     |
|  | Barry Devolin        | Conservateur | Haliburton—Kawartha Lakes—Brock       |
|  | Lisa Raitt           | Conservateur | Halton                                |
|  | David Christopherson | NPD          | Hamilton-Centre                       |
|  | Wayne Marston        | NPD          | Hamilton-Est—Stoney Creek             |
|  | Chris Charlton       | NPD          | Hamilton Mountain                     |
|  | Ben Lobb             | Conservateur | Huron—Bruce                           |
|  | Greg Rickford        | Conservateur | Kenora                                |
|  | Peter Milliken       | Libéral      | Kingston et les Îles                  |
|  | Stephen Woodworth    | Conservateur | Kitchener-Centre                      |
|  | Harold Albrecht      | Conservateur | Kitchener—Conestoga                   |
|  | Peter Braid          | Conservateur | Kitchener—Waterloo                    |
|  | Bev Shipley          | Conservateur | Lambton—Kent—Middlesex                |
|  | Scott Reid           | Conservateur | Lanark—Frontenac—Lennox and Addington |
|  | Gord Brown           | Conservateur | Leeds—Grenville                       |
|  | Glen Pearson         | Libéral      | London-Centre-Nord                    |
|  | Irene Mathyssen      | NPD          | London—Fanshawe                       |
|  | Ed Holder            | Conservateur | London-Ouest                          |
|  | John McCallum        | Libéral      | Markham—Unionville                    |
|  | Navdeep Bains        | Libéral      | Mississauga—Brampton-Sud              |
|  | Bob Dechert          | Conservateur | Mississauga—Erindale                  |
|  | Albina Guarnieri     | Libéral      | Mississauga-Est—Cooksville            |
|  | Bonnie Crombie       | Libéral      | Mississauga—Streetsville              |
|  | Paul Szabo           | Libéral      | Mississauga-Sud                       |
|  | Pierre Poilievre     | Conservateur | Nepean—Carleton                       |
|  | Lois Brown           | Conservateur | Newmarket—Aurora                      |
|  | Rob Nicholson        | Conservateur | Niagara Falls                         |
|  | Dean Allison         | Conservateur | Niagara-Ouest—Glanbrook               |
|  | Claude Gravelle      | NPD          | Nickel Belt                           |
|  | Anthony Rota         | Libéral      | Nipissing—Timiskaming                 |
|  | Rick Norlock         | Conservateur | Northumberland—Quinte West            |
|  | Paul Calandra        | Conservateur | Oak Ridges—Markham                    |
|  | Terence Young        | Conservateur | Oakville                              |
|  | Colin Carrie         | Conservateur | Oshawa                                |
|  | Paul Dewar           | NPD          | Ottawa-Centre                         |
|  | Royal Galipeau       | Conservateur | Ottawa—Orléans                        |
|  | John Baird           | Conservateur | Ottawa-Ouest—Nepean                   |
|  | David McGuinty       | Libéral      | Ottawa-Sud                            |
|  | Mauril Bélanger      | Libéral      | Ottawa—Vanier                         |
|  | Dave MacKenzie       | Conservateur | Oxford                                |
|  | Gerard Kennedy       | Libéral      | Parkdale—High Park                    |
|  | Tony Clement         | Conservateur | Parry Sound—Muskoka                   |
|  | Gary Schellenberger  | Conservateur | Perth—Wellington                      |
|  | Dean Del Mastro      | Conservateur | Peterborough                          |
|  | Dan McTeague         | Libéral      | Pickering—Scarborough-Est             |
|  | Daryl Kramp          | Conservateur | Prince Edward—Hastings                |
|  | Cheryl Gallant       | Conservateur | Renfrew—Nipissing—Pembroke            |
|  | Bryon Wilfert        | Libéral      | Richmond Hill                         |
|  | Pat Davidson         | Conservateur | Sarnia—Lambton                        |
|  | Tony Martin          | NPD          | Sault. Ste. Marie                     |
|  | Jim Karygiannis      | Libéral      | Scarborough—Agincourt                 |
|  | John Cannis          | Libéral      | Scarborough-Centre                    |
|  | John McKay           | Libéral      | Scarborough—Guildwood                 |
|  | Derek Lee            | Libéral      | Scarborough—Rouge River               |
|  | Michelle Simson      | Libéral      | Scarborough-Sud-Ouest                 |
|  | Helena Guergis       | Conservateur | Simcoe—Grey                           |
|  | Bruce Stanton        | Conservateur | Simcoe-Nord                           |
|  | Rick Dykstra         | Conservateur | St. Catharines                        |
|  | Carolyn Bennett      | Libéral      | St. Paul's                            |
|  | Guy Lauzon           | Conservateur | Stormont—Dundas—South Glengarry       |
|  | Glenn Thibault       | NPD          | Sudbury                               |
|  | Peter Kent           | Conservateur | Thornhill                             |
|  | John Rafferty        | NPD          | Thunder Bay—Rainy River               |
|  | Bruce Hyer           | NPD          | Thunder Bay—Superior-Nord             |
|  | Charlie Angus        | NPD          | Timmins—Baie James                    |
|  | Bob Rae              | Libéral      | Toronto-Centre                        |
|  | Jack Layton          | NPD          | Toronto—Danforth                      |
|  | Olivia Chow          | NPD          | Trinity—Spadina                       |
|  | Maurizio Bevilacqua  | Libéral      | Vaughan                               |
|  | Malcolm Allen        | NPD          | Welland                               |
|  | Michael Chong        | Conservateur | Wellington—Halton Hills               |
|  | Jim Flaherty         | Conservateur | Whitby—Oshawa                         |
|  | Martha Hall Findlay  | Libéral      | Willowdale                            |
|  | Brian Masse          | NPD          | Windsor-Ouest                         |
|  | Joe Comartin         | NPD          | Windsor—Tecumseh                      |
|  | Ken Dryden           | Libéral      | York-Centre                           |
|  | Judy Sgro            | Libéral      | York-Ouest                            |
|  | Peter Van Loan       | Conservateur | York—Simcoe                           |
|  | Alan Tonks           | Libéral      | York-Sud—Weston                       |

### Québec
|  | Nom                   | Parti          | Circonscription                              |
|  | --------------------- | -------------- | -------------------------------------------- |
|  | Yvon Lévesque         | Bloc québécois | Abitibi—Baie-James—Nunavik—Eeyou             |
|  | Marc Lemay            | Bloc québécois | Abitibi—Témiscamingue                        |
|  | Maria Mourani         | Bloc québécois | Ahuntsic                                     |
|  | Robert Carrier        | Bloc québécois | Alfred-Pellan                                |
|  | Mario Laframboise     | Bloc québécois | Argenteuil—Papineau—Mirabel                  |
|  | Louis Plamondon       | Bloc québécois | Bas-Richelieu—Nicolet—Bécancour              |
|  | Maxime Bernier        | Conservateur   | Beauce                                       |
|  | Claude DeBellefeuille | Bloc québécois | Beauharnois—Salaberry                        |
|  | Sylvie Boucher        | Conservateur   | Beauport—Limoilou                            |
|  | Guy André             | Bloc québécois | Berthier—Maskinongé                          |
|  | Denis Coderre         | Libéral        | Bourassa                                     |
|  | Christian Ouellet     | Bloc québécois | Brome—Missisquoi                             |
|  | Alexandra Mendès      | Libéral        | Brossard—La Prairie                          |
|  | Yves Lessard          | Bloc québécois | Chambly—Borduas                              |
|  | Daniel Petit          | Conservateur   | Charlesbourg—Haute-Saint-Charles             |
|  | Carole Freeman        | Bloc québécois | Châteauguay—Saint-Constant                   |
|  | Robert Bouchard       | Bloc québécois | Chicoutimi—Le Fjord                          |
|  | France Bonsant        | Bloc québécois | Compton—Stanstead                            |
|  | Roger Pomerleau       | Bloc québécois | Drummond                                     |
|  | Raynald Blais         | Bloc québécois | Gaspésie—Îles-de-la-Madeleine                |
|  | Richard Nadeau        | Bloc québécois | Gatineau                                     |
|  | Jean-Yves Roy         | Bloc québécois | Haute-Gaspésie—La Mitis—Matane—Matapédia     |
|  | Vacant                |                | Haute-Gaspésie—La Mitis—Matane—Matapédia     |
|  | Daniel Paillé         | Bloc québécois | Hochelaga                                    |
|  | Pablo Rodriguez       | Libéral        | Honoré-Mercier                               |
|  | Marcel Proulx         | Libéral        | Hull—Aylmer                                  |
|  | Thierry St-Cyr        | Bloc québécois | Jeanne-Le Ber                                |
|  | Pierre Paquette       | Bloc québécois | Joliette                                     |
|  | Jean-Pierre Blackburn | Conservateur   | Jonquière—Alma                               |
|  | Francine Lalonde      | Bloc québécois | La Pointe-de-l'Île                           |
|  | Francis Scarpaleggia  | Libéral        | Lac-Saint-Louis                              |
|  | Lise Zarac            | Libéral        | LaSalle—Émard                                |
|  | Johanne Deschamps     | Bloc québécois | Laurentides—Labelle                          |
|  | Gilles Duceppe        | Bloc québécois | Laurier—Sainte-Marie                         |
|  | Nicole Demers         | Bloc québécois | Laval                                        |
|  | Raymonde Folco        | Libéral        | Laval—Les Îles                               |
|  | Steven Blaney         | Conservateur   | Lévis—Bellechasse                            |
|  | Jean Dorion           | Bloc québécois | Longueuil—Pierre-Boucher                     |
|  | Jacques Gourde        | Conservateur   | Lotbinière—Chutes-de-la-Chaudière            |
|  | Pascal-Pierre Paillé  | Bloc québécois | Louis-Hébert                                 |
|  | Josée Verner          | Conservateur   | Louis-Saint-Laurent                          |
|  | Gérard Asselin        | Bloc québécois | Manicouagan                                  |
|  | Serge Ménard          | Bloc québécois | Marc-Aurèle-Fortin                           |
|  | Christian Paradis     | Conservateur   | Mégantic—L'Érable                            |
|  | Roger Gaudet          | Bloc québécois | Montcalm                                     |
|  | Bernard Généreux      | Conservateur   | Montmagny—L'Islet—Kamouraska—Rivière-du-Loup |
|  | Michel Guimond        | Bloc québécois | Montmorency—Charlevoix—Haute-Côte-Nord       |
|  | Irwin Cotler          | Libéral        | Mont-Royal                                   |
|  | Marlene Jennings      | Libéral        | Notre-Dame-de-Grâce—Lachine                  |
|  | Thomas Mulcair        | NPD            | Outremont                                    |
|  | Justin Trudeau        | Libéral        | Papineau                                     |
|  | Bernard Patry         | Libéral        | Pierrefonds—Dollard                          |
|  | Lawrence Cannon       | Conservateur   | Pontiac                                      |
|  | André Arthur          | Indépendant    | Portneuf—Jacques-Cartier                     |
|  | Christiane Gagnon     | Bloc québécois | Québec                                       |
|  | Nicolas Dufour        | Bloc québécois | Repentigny                                   |
|  | André Bellavance      | Bloc québécois | Richmond—Arthabaska                          |
|  | Claude Guimond        | Bloc québécois | Rimouski-Neigette—Témiscouata—Les Basques    |
|  | Luc Desnoyers         | Bloc québécois | Rivière-des-Mille-Îles                       |
|  | Monique Guay          | Bloc québécois | Rivière-du-Nord                              |
|  | Denis Lebel           | Conservateur   | Roberval—Lac-Saint-Jean                      |
|  | Bernard Bigras        | Bloc québécois | Rosemont—La Petite-Patrie                    |
|  | Carole Lavallée       | Bloc québécois | Saint-Bruno—Saint-Hubert                     |
|  | Ève-Mary Thaï Thi Lac | Bloc québécois | Saint-Hyacinthe—Bagot                        |
|  | Claude Bachand        | Bloc québécois | Saint-Jean                                   |
|  | Josée Beaudin         | Bloc québécois | Saint-Lambert                                |
|  | Stéphane Dion         | Libéral        | Saint-Laurent—Cartierville                   |
|  | Massimo Pacetti       | Libéral        | Saint-Léonard—Saint-Michel                   |
|  | Jean-Yves Laforest    | Bloc québécois | Saint-Maurice—Champlain                      |
|  | Robert Vincent        | Bloc québécois | Shefford                                     |
|  | Serge Cardin          | Bloc québécois | Sherbrooke                                   |
|  | Diane Bourgeois       | Bloc québécois | Terrebonne—Blainville                        |
|  | Paule Brunelle        | Bloc québécois | Trois-Rivières                               |
|  | Meili Faille          | Bloc québécois | Vaudreuil-Soulanges                          |
|  | Luc Malo              | Bloc québécois | Verchères—Les Patriotes                      |
|  | Marc Garneau          | Libéral        | Westmount—Ville-Marie                        |

### Saskatchewan
|  | Nom               | Parti        | Circonscription                       |
|  | ----------------- | ------------ | ------------------------------------- |
|  | Gerry Ritz        | Conservateur | Battlefords—Lloydminster              |
|  | Lynne Yelich      | Conservateur | Blackstrap                            |
|  | David L. Anderson | Conservateur | Cypress Hills—Grasslands              |
|  | Rob Clarke        | Conservateur | Desnethé—Missinippi—Rivière Churchill |
|  | Ray Boughen       | Conservateur | Palliser                              |
|  | Randy Hoback      | Conservateur | Prince Albert                         |
|  | Tom Lukiwski      | Conservateur | Regina—Lumsden—Lake Centre            |
|  | Andrew Scheer     | Conservateur | Regina—Qu'Appelle                     |
|  | Bradley Trost     | Conservateur | Saskatoon—Humboldt                    |
|  | Kelly Block       | Conservateur | Saskatoon—Rosetown—Biggar             |
|  | Maurice Vellacott | Conservateur | Saskatoon—Wanuskewin                  |
|  | Ed Komarnicki     | Conservateur | Souris—Moose Mountain                 |
|  | Ralph Goodale     | Libéral      | Wascana                               |
|  | Garry Breitkreuz  | Conservateur | Yorkton—Melville                      |

### Terre-Neuve-et-Labrador
|  | Nom           | Parti   | Circonscription                      |
|  | ------------- | ------- | ------------------------------------ |
|  | Scott Andrews | Libéral | Avalon                               |
|  | Scott Simms   | Libéral | Bonavista—Gander—Grand Falls—Windsor |
|  | Gerry Byrne   | Libéral | Humber—St. Barbe—Baie Verte          |
|  | Todd Russell  | Libéral | Labrador                             |
|  | Judy Foote    | Libéral | Random—Burin—St. George's            |
|  | Jack Harris   | NPD     | St. John's-Est                       |
|  | Siobhán Coady | Libéral | St. John's-Sud—Mount Pearl           |

### Territoires
|  | Nom              | Parti        | Circonscription |
|  | ---------------- | ------------ | --------------- |
|  | Leona Aglukkaq   | Conservateur | Nunavut         |
|  | Dennis Bevington | NPD          | Western Arctic  |
|  | Larry Bagnell    | Libéral      | Yukon           |